# Lucina leucocyma
Lucina leucocyma är en musselart som beskrevs av Dall 1886. Lucina leucocyma ingår i släktet Lucina och familjen Lucinidae. Inga underarter finns listade i Catalogue of Life.